# Ключ 92
Ключ 92 (трад. и упр. 牙) — ключ Канси со значением «клык»; один из 34, состоящих из четырёх штрихов.
В словаре Канси всего 9 символов (из 49 030), которые можно найти c этим радикалом.

## История
Древняя идеограмма изображала бугорки на поверхности коренного зуба.
В современном языке иероглиф используется в значениях: «зуб, клык, зубец, выступ, зубчатый». В переносном смысле может означать: «знамя главнокомандующего, главное войсковое знамя, государственное учреждение» и др.
В качестве ключевого знака иероглиф используется редко.

Вид в Цзиньвэнь
Вид в большой печати Чжуаньшу
Вид в малой печати Чжуаньшу

В словарях находится под номером 92.

## Примеры иероглифов
| Доп. штрихи | Иероглифы |
| ----------- | --------- |
| 0           | 牙 㸦     |
| 6           | 㸧        |
| 7           | 𤘋        |
| 8           | 牚        |
| 14          | 𤘓        |

- Примечание: Ваш браузер может отображать иероглифы неправильно.